# École de Laval
L'École de Laval, aussi appelée l'École de Québec, est une école de pensée historiographique de l'Université Laval dirigée par Marcel Trudel, Jean Hamelin et Fernand Ouellet. Ces historiens ont pour modèle le père Georges-Henri Lévesque.
Le terme « École de Québec » est apparu pour la première fois en 1966, sous la plume de l'auteur et historien Serge Gagnon, dans la revue Cité libre. Malgré une vision commune de l'histoire québécoise, les historiens affiliés à cette école n'ont jamais nécessairement formé un continuum dans la méthodologie, les objets d'étude, le milieu social de la production historique et le style d'écriture. D'ailleurs, selon Marcel Trudel, il n'y aurait pas lieu de parler d'une école dûment labellisée, mais plutôt de « groupe de Québec », afin de refléter le fait que les étudiants de l'Institut d'histoire de Laval n'ont jamais été tenu de respecter et écrire rigoureusement l'ensemble des idées des professeurs afin d'obtenir de bons résultats scolaires.
L'École de Laval pose la thèse du recul des Canadiens français et répond que la cause profonde du malaise est le cléricalisme ou influence néfaste du clergé sur la société. Leurs recherches doivent beaucoup à l'apport de la sociologie moderne.
Cette école est souvent comparée à l'École historique de Montréal pour qui le problème vient surtout de la Conquête britannique de la Nouvelle-France. Les divergences d'opinions importantes entre historiens ont récemment donné à des controverses historiographiques, en particulier depuis l'arrivée du programme d'histoire et éducation à la citoyenneté du Renouveau pédagogique.

## Quelques historiens affiliés
- Georges-Henri Lévesque
- Marcel Trudel
- Jean Hamelin
- Fernand Ouellet
- Jocelyn Létourneau
- Geneviève Jain